# Kaksoissaari (ö i Mellersta Finland)
Kaksoissaari är en ö i Finland. Den ligger i sjön Päijänne och i kommunerna Kuhmois och Jämsä och landskapet Mellersta Finland, i den södra delen av landet, 180 km norr om huvudstaden Helsingfors. Öns area är 0,4 hektar och dess största längd är 140 meter i nord-sydlig riktning.